# Stanin
Stanin è un comune rurale polacco del distretto di Łuków, nel voivodato di Lublino.
Ricopre una superficie di 160,25 km² e nel 2006 contava 9 789 abitanti.